# آلکیل سولفونات
آلکیل سولفونات‌ها (به انگلیسی: Alkyl sulfonate)، استرهای آلکان سولفونیک اسیدها با فرمول عمومی R-SO2-O-R' هستند. این ترکیبات به عنوان عوامل آلکیله‌کننده عمل می‌کنند، برخی از آن‌ها به عنوان عوامل آنتی‌نئوپلاستیک آلکیله‌کننده در درمان سرطان استفاده می‌شوند، مانند بوسولفان.